# Neodiprion rugifrons
Neodiprion rugifrons är en stekelart som beskrevs av David John Middleton. Neodiprion rugifrons ingår i släktet Neodiprion och familjen barrsteklar. Inga underarter finns listade i Catalogue of Life.